# Dawinkopf
Der Dawinkopf ist ein Gipfel in den Lechtaler Alpen, im österreichischen Bundesland Tirol. Mit 2968 Metern ist er der zweithöchste Berg der Lechtaler Alpen und der dritthöchste in den Nördlichen Kalkalpen. Sein Gestein besteht hauptsächlich aus Hauptdolomit und Lias-Fleckenmergel. Benachbarte Gipfel sind die nordöstlich gelegenen Bocksgartenspitzen (bis 2941 m ü. A.) und im weiteren Gratverlauf die Parseierspitze, höchster Berg der Lechtaler Alpen, im Nordwesten der Südliche Schwarze Kopf (2947 m) und westlich die Eisenspitze. Erschlossen ist der Dawinkopf durch den Augsburger Höhenweg, der über seinen Gipfel führt. Zuerst bestiegen wurde er 1885 durch Wilhelm Reich aus Wien und G. Strauss.
Auf dem Gipfel steht eine automatische Messstation des Lawinenwarndienstes Tirol zur Erfassung von Lawinen- und Murengefahren.

## Tourenmöglichkeiten
Der Dawinkopf wird im Verlauf des Augsburger Höhenwegs überschritten. Der Zugang von der Augsburger Hütte zum Dawinkopf erfordert die Querung eines kleinen Gletschers, des Grinner Ferners, dann führt der schmale, teilweise ausgesetzte und seilversicherte Weg durch den Bocksgarten südlich um die Südliche Bocksgartenspitze (2939 m ü. A.) herum über den Ostgrat zum Gipfel. Die Fortsetzung des Höhenwegs bis zur Ansbacher Hütte ist eine lange und anspruchsvolle Hochtour. Die einzigen im Alpenvereinsführer beschriebenen Kletterrouten auf den Dawinkopf sind der Südgrat (ohne Schwierigkeitsangabe) und die brüchige Südwestwand im Schwierigkeitsgrad UIAA III.